# A184
A184 o A.184 è un siluro pesante a doppio ruolo, filoguidato con sistema di autoguida attiva finale, progettato e realizzato dall'azienda italiana Whitehead, poi WASS, a sua volta confluita nel gruppo Finmeccanica (dal 2017 Leonardo).

## Storia
Nel 1971 il Ministero della Difesa Italiano emise una richiesta per un nuovo siluro da adottare nelle unità di superficie e sottomarini della Marina Militare. La Whitehead presentò il progetto dell'A184 nel 1974 anno in cui venne adottato dalla forza navale italiana. Il primo modello denominato A184 Mod.0 fu sviluppato e dato in dotazione ai sommergibili italiani classe Sauro e Toti.
La Whitehead  ha annunciato diverse release del siluro, ultima delle quali il Mod.3 che è stata commercializzata anche all'estero e, più precisamente, alle Marine degli Stati Uniti d'America e dell'Ecuador. L'A184 Mod.3 è un'arma multi-bersaglio progettata per essere utilizzata sia da piattaforme subacquee che da unità di superficie.

## Tecnica
L'A184 è un siluro pesante, ovvero della classe dal diametro da 533 mm, della lunghezza di 6 m per 1 265 kg di peso; è un siluro filoguidato che dispone di elevata autonomia e che è in grado di completare una missione con autoguida acustica. Le prestazioni sono tipiche delle armi elettriche con batterie Ag-Zn, ovvero velocità di circa 36 nodi per circa 17 km oppure 24 nodi per 20–25 km ed è dotato di due modalità di lancio: "push-out" mediante catapulta oppure "swim-out" in virtù dalla spinta generata dalle eliche.
La carica è basata su 250 kg di esplosivo HBX, preferito all'HBXN per via della sua maggiore velocità di esplosione.
Destinato a ricoprire i ruoli antisommergibile ed antinave, nella Marina Militare viene utilizzato in tutti i sommergibili operativi di classe Nazario Sauro, Enrico Toti e Salvatore Todaro.
Oltre ad essere impiegato nella forza navale italiana, è stato esportato all'estero ed impiegato nella Marina de Guerra del Perú, oltre ad un interessamento da parte di Taiwan. Fonti giornalistiche (Jane's Defence del febbraio 1999) parlavano di circa 500 esemplari di A-184 venduti alle 2 citate marine.
Oggi l'A184 Mod. è ancora in dotazione alle Marine italiana e dell'Ecuador e lanciabile dai sommergibili italiani insieme al più evoluto "Black Shark" sviluppato sulla base dell'A184 Mod.3 noto anche come A-184 Enhanced, il cui sviluppo è iniziato nel 1997, al fine di soddisfare le esigenze della Marina Militare Italiana circa una nuova generazione di siluri pesanti, da usare con gli ultimi sommergibili U212A. Inizialmente conosciuto sotto la denominazione A184 Enhanced (avanzata) - suggerendo che si sono sviluppate le specifiche sulla base del modello A184 Mod.3 - gli è stato dato un nuovo nome per sottolineare che questo è un siluro completamente nuovo, migliore di un normale A-184. Il siluro Black Shark combina nuovo sistema di sonar avanzato (ASTRA), una guida attiva/passiva, un sistema per migliorare l'orientamento e percorsi di controllo, cavo in fibra ottica per la trasmissione di dati tra il siluro e il sottomarino, un nuovo motore potenziato ed eliche a controbilanciamento.

## Utilizzatori
Italia
- Marina Militare

 Ecuador
- Armada del Ecuador